# Leslie Jordan

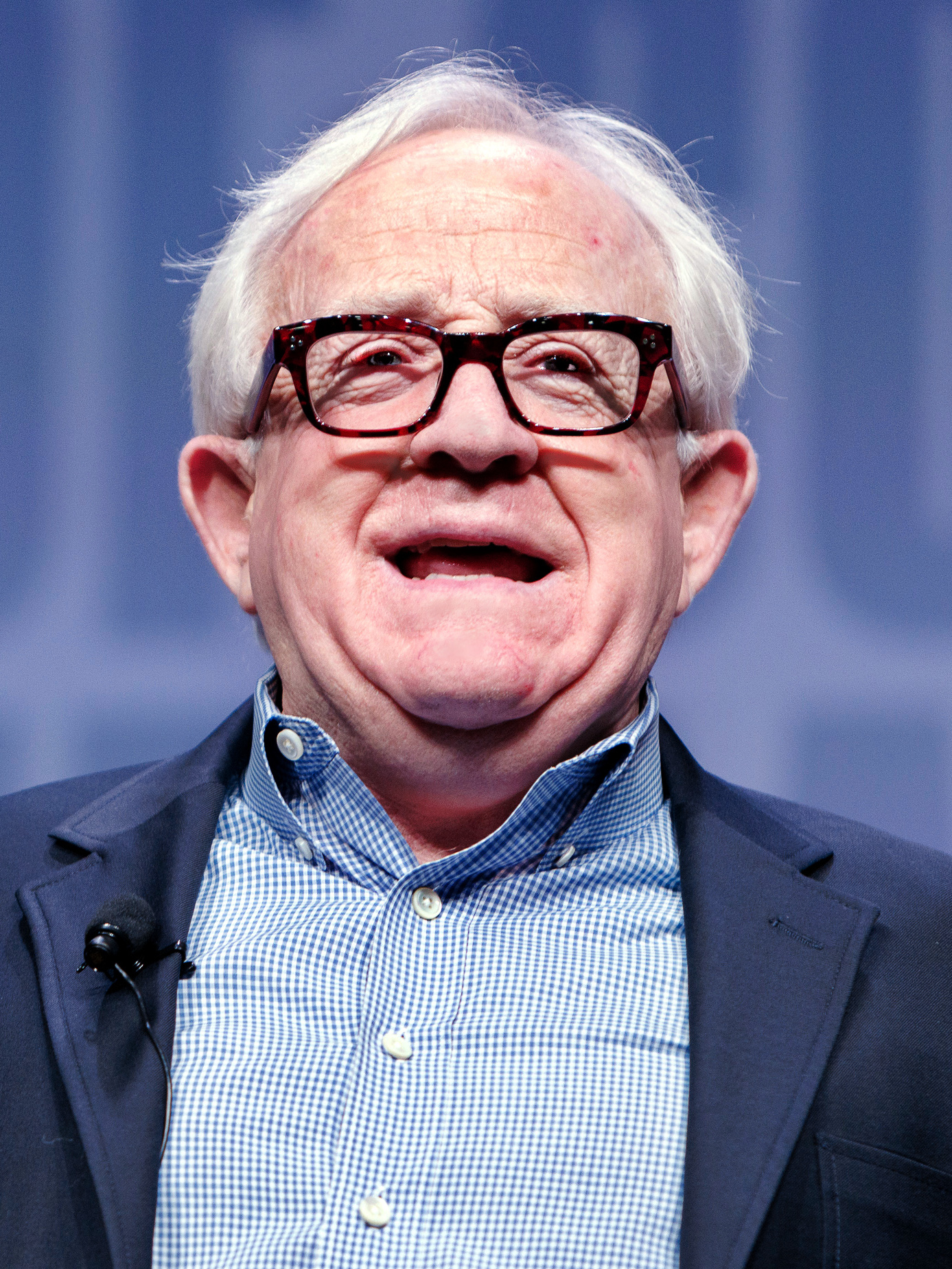
Leslie Jordan (September 2022)

Leslie Allen Jordan (* 29. April 1955 in Chattanooga, Tennessee; † 24. Oktober 2022 in Los Angeles, Kalifornien) war ein US-amerikanischer Schauspieler und Komiker.

## Leben
Jordan wurde im April 1955 in Tennessee geboren. Nach seiner Schulzeit begann er eine Ausbildung als Schauspieler und zog 1982 nach Kalifornien. Während seiner beruflichen Karriere war er in verschiedenen Rollen in Filmen und Fernsehfilmen sowie als Gast in vielen Produktionen zu sehen. Mit seiner Größe von nur 1,50 Metern wurde er vor allem in skurrilen Charakterrollen besetzt. Sein Schaffen für Film und Fernsehen umfasst mehr als 130 Produktionen. Eine seiner ersten Hauptrollen war die des Assistenten Iggy des von Mark Blankfield verkörperten Dr. Bob Frankenstein in der amerikanischen Horrorkomödie Monster Hospital von 1988.
Bekannt wurde Jordan unter anderem durch seine wiederkehrende Nebenrolle des Beverley Leslie in der Fernsehserie Will & Grace, in der er als Nemesis der Millionärsgattin Karen Walker zu sehen war. Für diese Rolle erhielt er 2006 den Emmy Award in der Kategorie „Bester Gastauftritt“ in einer Comedyserie. Des Weiteren war Jordan in Rollen in den Fernsehserien Superman – Die Abenteuer von Lois & Clark, Star Trek: Raumschiff Voyager, Reba, Boston Public, Boston Legal, Nash Bridges und Küß’ mich, John zu sehen. In dem Film Sordid Lives (2000) und der nachfolgenden Fernsehserie Sordid Lives: Die Serie spielte er die Rolle des Earl Brother Boy Ingram, der von seinen Eltern wegen seines Transvestismus ins Irrenhaus abgeschoben wird. Diese Rolle verkörperte er 2017 nochmals in der Filmkomödie A Very Sordid Wedding, in der drei Frauen in einer texanischen Kleinstadt für die Rechte von Homosexuellen kämpfen. Zuletzt war er ab 2021 in einer der Hauptrollen der Sitcom Call Me Kat zu sehen.
Als Theaterdarsteller war Jordan mit dem Komödienstück Like a Dog on Linoleum in den Vereinigten Staaten unterwegs. Während der Covid-19-Pandemie postete er anfangs nur aus Langeweile viele humorvolle Videos, die ihm am Ende knapp sechs Millionen Follower auf Instagram einbrachten und zu einem Internetstar machten.
Jordan lebte offen homosexuell in Kalifornien. Er starb am 24. Oktober 2022 im Alter von 67 Jahren bei einem Autounfall, nachdem er zuvor am Steuer offenbar eine plötzliche Herzfunktionsstörung infolge einer Herz-Kreislauf-Erkrankung gehabt hatte.

## Filmografie (Auswahl)
- 1986: Ein Colt für alle Fälle (Fernsehserie, Folge The Last Chance Platoon)
- 1987: CBS Summer Playhouse (Fernsehserie, Folge Sawdust)
- 1988: Moving – Rückwärts ins Chaos (Moving)
- 1988: Monster Hospital (Frankenstein General Hospital)
- 1988: Harrys wundersames Strafgericht (Fernsehserie, Folge The Last Temptation of Mac)
- 1989: Der Nachtfalke (Fernsehserie, Folge Do You Believe in Miracles?)
- 1989: The People Next Door (Fernsehserie, 10 Folgen)
- 1990: Ski Academy (Ski Patrol)
- 1991: Verducci & Sohn (Fernsehserie, 6 Folgen)
- 1992: Ein Grieche erobert Chicago (Fernsehserie, Folge Missing)
- 1992: Ein ganz normaler Held (Hero)
- 1992/1993: Die Staatsanwältin und der Cop (Reasonable Doubts; Fernsehserie, 16 Folgen)
- 1992/1993: Mord ohne Spuren (Bodies of Evidence; Fernsehserie, 16 Folgen)
- 1993: Jason Goes to Hell – Die Endabrechnung (Jason Goes to Hell: The Final Friday)
- 1993: Hallo Schwester! (Nurses; Fernsehserie, 2 Folgen)
- 1993/1994: Superman – Die Abenteuer von Lois & Clark (Lois & Clark: The New Adventures of Superman;
Fernsehserie, Folgen Send in the Gowns und The Eagle Has Landed)
- 1993–1995: Küß’ mich, John (Hearts Afire; Fernsehserie, 27 Folgen)
- 1996: Star Trek: Raumschiff Voyager (Fernsehserie, Folge False Profits)
- 1997: Überflieger (Wings; Fernsehserie, Folge Hosed)
- 1998: Caroline in the City (Fernsehserie, Folgen Caroline and the Marriage Counselor: Part 1 und Part 2)
- 1999: Martial Law – Der Karate-Cop (Martial Law; Fernsehserie, Folge Trifecta)
- 2000: Sordid Lives
- 2000/2008: Sordid Lives: Die Serie (Sordid Lives: The Series, Fernsehserie 11 Folgen)
- 2000: Sabrina – Total Verhext! (Sabrina, the Teenage Witch; Fernsehserie, Folge Welcome, Traveler)
- 2000: Nash Bridges (Fernsehserie, Folge Grave Robbers)
- 2001: Ally McBeal (Fernsehserie, Folgen In Search of Barry White und The Wedding)
- 2001–2002: Boston Public (Fernsehserie, 5 Folgen)
- 2001–2020 Will & Grace (Fernsehserie, 17 Folgen)
- 2003: Für alle Fälle Amy (Judging Amy, Fernsehserie, Folge Ye Olde Freedom Inn)
- 2003–2004: Reba (Fernsehserie, 3 Folgen)
- 2004: Madhouse – Der Wahnsinn beginnt (Madhouse)
- 2005: Boston Legal (Fernsehserie, 6 Folgen)
- 2005–2006: American Dad (Fernsehserie, Folgen Star Trek und Irregarding Steve)
- 2007: Hidden Palms (Fernsehserie, 5 Folgen)
- 2008: Privileged (Fernsehserie, Folgen All About the Power Position und All About the Ripple Effect)
- 2008: 12 Miles of Bad Road (Fernsehserie, 6 Folgen)
- 2009: Eating Out 3: All You Can Eat
- 2010: Love Ranch
- 2011: Desperate Housewives (Fernsehserie, Folgen Suspicion Song und Putting It Together)
- 2012: DTLA (Fernsehserie, 5 Folgen)
- 2013: Supernatural (Fernsehserie, Folge Dog Dean Afternoon)
- 2013–2016, 2019: American Horror Story (Fernsehserie, 10 Folgen)
- 2015–2017: Con Man (Fernsehserie, 6 Folgen)
- 2017: A Very Sordid Wedding
- 2017–2019: Living the Dream (Fernsehserie, 12 Folgen)
- 2018: Sharknado 6: The Last One (The Last Sharknado: It’s About Time, Fernsehfilm)
- 2018–2019: The Cool Kids (Fernsehserie, 22 Folgen)
- 2021: Ein besonderes Leben (Special, Fernsehserie, Folge 2x7 Why Is No One Ready?)
- 2021–2022: The Masked Singer (Fernsehsendung, Gastjuror, 4 Folgen)
- 2021–2022: Call Me Kat (Fernsehserie, 36 Folgen)
- 2021: Fantasy Island [1. Staffel / Episode 8-Vergebung]

## Preise und Auszeichnungen (Auswahl)
- 2006: Emmy in der Kategorie „Bester Gastauftritt“ in einer Comedyserie